# Ricardo Charria Tobar
Ricardo Charria Tobar (Santander de Quilichao, Cauca, 18 de febrero  de 1894 – Bogotá, junio de 1975) fue un médico cirujano y escritor colombiano experto en educación higiénica.

## Biografía
Primeros años
Procedente de una numerosa familia de Santander de Quilichao de origen vasco, Ricardo Charria Tobar creció siendo uno de los hermanos menores de este clan, que si bien no era una familia rica, gozaba de cierto prestigio. Cuna de futuros historiadores y hombres de ciencia, la familia Charria Tobar le cultivó desde niño como un ser estudioso sin límite, inteligente y dedicado.
Cuando era un adolescente, alrededor del año 1912, su hermano Tomás (quien habría migrado y se había convertido en un exitoso comerciante de Bogotá), se enteró de que Ricardo era el mejor estudiante de su escuela, y envió por él para invitarlo a estudiar en el Colegio Mayor del Rosario en Bogotá.
En su trayecto por la cordillera central en mula hacia Ibagué y luego hacia Bogotá, Ricardo comenzaría la aventura de su vida. Una que lo llevaría a fascinarse por el país, por la gente trabajadora, y por los actores del mundo literario de la Colombia del siglo XX, los cuales marcarían su vida para siempre.
Vida de estudiante y primeros contactos literarios
Poco se sabe de Ricardo Charria en sus años de bachiller, solo que tenía limitaciones de dinero, y que al no poder pagar otros entretenimientos, en sus ratos libres se dedicaba a la lectura de los grandes clásicos y fue autodidacta aprendiendo inglés, latín y algo de francés. Por esa época también conocería al escritor José Eustasio Rivera, quien era amigo de sus hermanos Tomás y Ernesto. Una amistad que duraría para siempre haciéndose cada vez más cercana y personal a pesar de su diferencia de edades.
Charria Tobar ingresó a la Universidad Nacional de Colombia para convertirse en Médico Cirujano y durante esos años sus intereses, además de estar fijados en la ciencia, se tornaron inevitablemente hacia lo que observaba como médico; el dolor humano, la vulnerabilidad, volcando sus pensamientos hacia las necesidades sociales y amarrado a ello, lo que sucedía en la política colombiana.
Fiel a sus convicciones de tinte liberal, se convirtió en lo que hoy se llamaría un “activista defensor de los derechos”, participando en marchas y comenzando a escribir sus primeras columnas para periódicos del Cauca.
Por esa misma época Charria también comenzó a frecuentar los círculos de intelectuales y de la “bohemia” bogotana de la época; escritores, poetas, periodistas.
Amigos como Guillermo Valencia, Manuel y Alberto Ángel Montoya, Eduardo Castillo y Víctor Sánchez Montenegro entraron a su vida y, sumado a ellos, la influencia del poeta Rivera. Charria Tobar pues, disfrutaría sus años de juventud con tertulias hasta el amanecer donde su selecto grupo de amistades leían y ponían a prueba sus cuentos y poemas en ese comité de amable crítica, vino y camaradería. Fue en uno de esos encuentros la famosa lectura de José Eustasio Rivera de su obra Juan Gil.
Con una personalidad inclinada por la historia, la filosofía y un humor satírico, Charria prefería disfrutar más de la belleza ajena que llegaba a sus oídos, antes que decidirse a escribir algo propio.
A Ricardo Charria Tobar le interesaban más los temas sociales. Y también aquellos relacionados con la educación. Observaba a Popayán desde Bogotá, y la veía como una de las ciudades más cultas de Colombia, pero con una inminente necesidad de que la Universidad abriera la puerta a la gente de menos recursos, a la gente del campo y a quienes no habían tenido ninguna posibilidad de aspirar a una buena educación. Charria hablaba de la importancia de, además de proveer la enseñanza tradicional, incluir la enseñanza técnica.
Fiel amigo y admirador de José Eustasio Rivera, se involucró tanto en la publicación de su libro La Vorágine que llegó a aprenderse de memoria algunas partes, así como de otros libros de Rivera. Charria Tobar gozaba de una memoria envidiable y Rivera lo sabía, por eso recurría a él para citar sus propios cuentos. Tanto así que los amigos de Ricardo Charria le preguntaban cuándo escribiría él sus propias obras.
Médico, Escritor y Funcionario
Pero a pesar de escribir para algunos diarios, Charria era primero un hombre de ciencia y de servicio, antes que un escritor. Y solo fue hasta pasados sus treinta años, cuando le abrió la puerta a su vena artística y escribió sus primeros párrafos en la prosa Mensaje a la Madre Lejana, dedicado a la tierra del Cauca que tanto quiso. Esta fue publicada en el diario “El Debate” en 1928. Posterior a ello, Ricardo Charria escribió otras prosas que no publicó y que solo enseñó a su cerrado círculo de amigos. Indicio de ello son las columnas que sobre él escribieron Alberto Ángel Montoya y Eduardo Castillo tras su grado de Médico y Cirujano en 1931, en las cuales se refieren a la “musicalidad verbal” de hombre culto que caracterizaba sus escritos.
Hacia 1932 se aventura nuevamente a escribir otra de sus prosas de estilo clásico y publica en Cromos (revista) "Elegía de la Ausencia" probablemente dedicada a José Eustasio Rivera, quien habría fallecido de forma inesperada cuatro años atrás, en 1928, a la temprana edad de 40 años.
En 1935, Ricardo Charria es nombrado Diputado a la asamblea por el departamento del Cauca. Destacan de esa época algunas columnas donde exalta la importancia de no caer en el juego del poder por el poder, u olvidar el objetivo de servir como propósito principal de la política, por encima de las necesidades de los partidos. Aun así, Ricardo fue siempre un liberal declarado y se consideraba a sí mismo con un gran compromiso como miembro de equipo respecto a su partido político.
En ese mismo año Charria fue invitado a Santander de Quilichao a dar un discurso con motivo de la inauguración del Parque Morales Duque. Para este discurso utiliza una vez más su estilo danunciano, romántico y de lenguaje florido tan propio de sus prosas, que, contrario a pretender ser elitista en su forma, era genuinamente sentido por él como un autor que desde niño creció en la literatura clásica.
Como diputado liberal, Charria experimentó, tal vez por primera vez, el ser atacado por detractores. Es así como podemos observarlo en las réplicas de algunas de sus columnas como “La importancia de sentarse”, en la cual se refiere a que solo sentándose a hacer un trabajo de fondo, conjunto y en equipo, se pueden resolver las problemáticas del país, y que no basta con solo pararse a declamar discursos. O en la columna titulada “Diputados reprochables” donde se le describe de forma satírica como un “médico brujo”, quizás tomando como motivo de burla el ser de Santander de Quilichao, lugar de médicos tradicionales de las comunidades indígenas del pueblo nasa (Paeces).
Ejerciendo cargos públicos, Ricardo Charria publica nuevamente una prosa que relata un cuento donde se ejerce una lucha entre el fuego y el agua. La Venganza del Fuego, la cual conserva el mismo estilo danunciano, y que en conjunto con Mensaje a la Madre Lejana, Elegía de la Ausencia y otras prosas, conforman un libro que publicará más adelante.
A pesar de su posición de Diputado, el Dr. Charria no tenía interés en convertirse en político o en figura pública. Era una persona que actuaba más en la sombra y guiado por su búsqueda genuina del desarrollo de la población indígena y campesina del Cauca, población que conoció a fondo a través de diferentes misiones tanto en el interior como hacia la costa.
En 1936 el Dr. Charria Tobar fue nombrado Director de Educación del Cauca. Este nombramiento no fue muy bien entendido por quienes ejercían la política como profesión, pero muy aplaudido por quienes conocían su preparación y vocación para asumir las verdaderas problemáticas educativas del departamento.
En 1937, Ricardo Charria contrae matrimonio en Bogotá con Ana Madero París después de un largo noviazgo realizado en una buena parte con cartas desde la distancia, debido al cargo del Dr. Charria como Director de Educación del Cauca.
Su esposa Ana, de carácter dulce, compasivo y encantador, hacía parte de una tradicional familia bogotana, siendo una de las seis hijas del matrimonio entre el joyero Manuel María Madero y la descendiente de la reconocida familia París, Irene París.
Esta familia bogotana, muy partícipe de actividades de caridad, era bien conocida por la sociedad capitalina. El matrimonio Charria Madero fue descrito por la prensa entonces como “Un acontecimiento social que pocas veces se presentan en el rol capitalino; de la aristocracia y del ensueño, de la belleza y del poderío de la inteligencia”. Esta descripción rimbombante y exagerada es probable que respondiera a la posición de figura pública que tenía en ese momento el Dr. Ricardo Charria y al prestigio de la familia Madero París.
Para el Charria esta época fue muy significativa. Era un hombre que había salido de Santander de Quilichao a los 15 años sentado en una mula y que gracias a su determinación, inteligencia y auto exigencia ahora tenía un nombre y una voz que era escuchada. Y aprovecharía esa voz para publicar finalmente un primer libro de su autoría.
Una invitación otorgada a muy pocos
En 1944 Ricardo Charria Tobar es invitado por el gobierno de los Estados Unidos a seguir estudios científicos en Washington, Michigan y posteriormente en la Universidad de California en Berkeley.
Este viaje de estudios médicos de alta especialización que se realizó por un periodo total de ocho meses fue una oportunidad para el Dr. Charria de estudiar todo lo relacionado con la organización sanitaria de los Estados Unidos, desde el punto de vista de los métodos educativos, como un comisionado del Ministerio del Trabajo, Higiene y Previsión Social, en pro de la futura creación de campañas de higiene en Colombia.
El Dr. Charria había sido autodidacta desde temprana edad en el idioma inglés y gracias a su preparación respecto a campañas de sanidad, le fue otorgado fácilmente el título de experto en Educación Higiénica en la Universidad de California en Berkeley.
Más tarde hizo varios trabajos prácticos en el mismo ramo en varias ciudades del Estado de California, en Cleveland (donde estudió la organización de los museos de sanidad), en Harvard (Boston), Nueva York y en Washington.
También estudió diversos aspectos de educación sanitaria en la Universidad de Michigan, en la sede de Ann Arbor.
A su regreso a Colombia, el Dr. Charria comenzaría una ambiciosa campaña de higiene a nivel nacional que implementó por varios años para enseñar hábitos saludables hasta las poblaciones más remotas. Esta fue una labor que mantuvo hasta su retiro y que fue, en términos laborales, su vocación de vida. No se tiene un registro de ello y del desaparecido Ministerio del Trabajo, Higiene y Previsión Social, pero en su familia se comentó por muchos años que gracias a las campañas de higiene preventiva y las vacunaciones que había promovido el Dr. Charria se habían evitado un par de epidemias nacionales.
El Bogotazo
El 9 de abril de 1948 estallaría en Bogotá el llamado “Bogotazo”, a raíz del asesinato del político liberal Jorge Eliécer Gaitán. Para ese entonces el Dr. Charria vivía con su familia en el barrio Palermo de Bogotá, una zona que, a pesar de no estar en el centro, fue víctima de múltiples ataques de “los liberales” que venían de las zonas rurales.
La casa del Doctor quedaba en una esquina y como muchas otras casas fue abaleada. De esa época, la hija del Dr. Charria, que apenas tenía 7 años, contaba que por dentro cubrían las paredes con colchones para amortiguar las balas que atravesaban las paredes, y que los vecinos huían por los tejados cuando su casa les era invadida y/o saqueada.
El Dr. Charria promovió entonces la idea de crear una “alerta” entre todas las casas por los jardines. La conexión se hacía con pequeños huecos por entre los muros por donde se pasaba una sola cuerda que conectaba todas las casas. En su paso por cada casa se sujetaba una campana, de esta manera el vecino que fuera atacado podría dar alarma haciendo mover la campana de su jardín.
Varios fueron los días de encierro durante el “Bogotazo”. Se corrió entonces la voz de que al agua del acueducto había sido contaminada. La gente dejó entonces de beber agua de la llave lo cual se convirtió en un verdadero problema pues para ese entonces que no existían en Bogotá aún las aguas embotelladas.
Ante tal impase, el Dr. Charria propuso probar el rumor dando de tomar agua a alguna mascota, pero al no haber ningún voluntario dispuesto a arriesgar a la suya, decidió probarlo en él mismo. Preparó un antídoto, se encerró en un baño, tomó agua de la llave y esperó. Pasado un tiempo comprobó que sólo se trataba de un rumor y que el agua aún era potable. 
Gracias a esta prueba el barrio Palermo pudo disponer nuevamente del agua corriente para tomar con tranquilidad.
Mujeres y la Universidad
Una anécdota sobre el Dr. Charria que resulta indicio de su forma de pensar un tanto adelantada a su época, fue su decisión respecto a la educación de su hija. En los años 50 en Colombia no se acostumbraba a que las niñas de las familias tradicionales bogotanas fueran a la Universidad. No solo no era habitual, sino que era mal visto entre los círculos sociales capitalinos pues “una señorita de buena familia debía prepararse únicamente para ser buena esposa, madre y ama de casa”.
Pero contrario a la tradición social, fue firme en su decisión de enviar a su hija a la facultad de Artes de la Pontificia Universidad Javeriana y posteriormente a la Universidad de Los Andes. Esta decisión le costó incluso rompimientos familiares, pero logró que su hija fuera una de las primeras mujeres profesionales de Bogotá.
Retiro y últimos años
Pasarían 12 años desde la publicación del libro José Eustasio Rivera en la Intimidad (1963) y el Dr. Ricardo Charria Tobar abandonaría este mundo, en el año 1975. Sus últimos años, ya retirado, los pasaría en familia.
Su esposa Ana había sufrido durante años de una  afección cardiaca que le producía taquicardias prolongadas y estar atento a ella se le volvió al Dr. Charria una prioridad. Esos últimos años también disfrutó de los amigos y los eventos, entre ellos la boda de su hija en 1966 y el nacimiento de su nietos en 1967 y 1969 respectivamente.
Hacia 1973 el Dr. Charria presentó síntomas severos relacionados con un enfisema pulmonar a pesar de no haber fumado nunca. Esta condición y sus posteriores agravantes fueron la causa final de su fallecimiento.
Ricardo Charria y su esposa Ana eran muy unidos, y por años se habían cuidado mutuamente. A pesar de su afección cardiaca, ella estaba bien de salud, sin embargo pasado un mes de la muerte del Dr. Charria, murió ella también de un paro cardiaco.

## Obras
Domus Aurea
A pesar de haber escrito toda su vida para columnas de prensa, solo hasta 1938, a los 44 años, el Dr. Charria publicó su primer libro con Editorial Minerva, Domus Aurea, una recopilación de prosas cortas románticas y de estilo clásico, compuestos de una manera tal, que de acuerdo con las críticas "bien podrían haberse convertido en poesía".
- “El amor desfila a todo lo largo de Domus Aurea, siempre indescifrable, misterioso, avasallador.” Comentaría Antonio Sánchez del diario La Razón (Colombia).

- “Ha gustado como una copa de vino añejo. Amor por la belleza helénica”, comentó José Antonio Trejo, de Tribuna Liberal.

- “Es la realización afortunada de la poesía en prosa, más filosófica y más límpida que la fuente castiza, en donde abrevaron aguas milagrosas de las bíblicas páginas de Gabriel Miró.” Comentaría Víctor Sánchez Montenegro del periódico El Siglo (Hoy en día El Nuevo Siglo).

Domus Aurea generó también comentarios sobre Ricardo Charria Tobar que permiten adivinar su estilo literario:
- “La obsesión danunciana de la musicalidad y del ritmo parece ser el distintivo del estilo de Charria Tobar, que fácilmente pudiera convertirse en versos” Comenta el periódico El Tiempo (Colombia).

- “Un escritor con un estilo neoclásico y muy personal, que podría distinguirse con el nombre de “maestro”.(Eduardo Castillo, citando la opinión que tenía José Eustasio Rivera sobre el Charria.)

- “Dominador de los clásicos antiguos y modernos... Es ante la belleza como un pebetero en que arden las más fragantes mirras y los inciensos más aromáticos”, según el poeta Silvio Villegas.

Como se puede leer en las críticas, Domus Aurea fue motivo de grandes aplausos. Y por supuesto de una que otra crítica como sucede con los libros que no pasan desapercibidos, entre ellas el mantener un lenguaje demasiado clásico y “elevado” o, demasiado cuidado en la métrica.
La República de Santos
Un año después de la publicación de Domus Aurea, el Charria publicó un nuevo libro: La República de Santos, un ensayo político sobre el pensamiento y la influencia de Eduardo Santos en la creación de un nuevo sentido de republicanismo en Colombia, luego de las luchas partidistas de finales del siglo XIX entre conservadores y liberales.
Eduardo Santos fundó el periódico El Tiempo en 1911, y fue presidente de Colombia de 1938 a 1942, periodo en el que el Dr. Charria escribió el libro, el cual fue un deliberado apoyo hacia Santos como presidente, de quien era gran admirador. En este libro, además de elogiar su vida periodística, sus ideas y estrategias, hace algunas descripciones de la Colombia de la época desde su punto de vista profesional, como médico y observador de las poblaciones indígenas sobre las cuales revela las precarias condiciones de salubridad en que vivían. Pero contrario a las columnas dedicadas al libro Domus Aurea, que abundan entre los varios periódicos de la época, ningún comentario encontramos sobre el libro La República de Santos, lo que hace pensar que fue eclipsado por Domus Aurea, que siguió dando de qué hablar por 3 años más, o bien, que tuvo una relevancia menor por no tratarse de una obra literaria como tal sino de un ensayo político de opinión personal.
Después de este libro la vida de Charria entró en una nueva etapa más dedicada a las responsabilidades que como profesional de la medicina al servicio público de la nación, le habían sido confiadas.
Como médico del Ministerio del Trabajo, fue nombrado delegado ante la Conferencia Sanitaria Panamericana, y ante la Segunda Asamblea Médica en la cual presentó importantes informes sobre avances científicos y profesionales. Posteriormente entraría a formar parte de la Junta Directiva del Colegio Médico de Cundinamarca, de la cual más adelante sería Presidente.
En 1941 Ricardo Charria se convirtió en padre por primera y única vez con el nacimiento de su hija Inés Elvira, un anhelado embarazo de la familia Charria Madero.
En la Tierra del Arcoíris
En 1952 Ricardo Charria publicaría por única vez un libro infantil: En la Tierra del Arcoíris.
El libro era una colección de diferentes cuentos de su autoría que, de manera sencilla enseñaba a los niños a tener buenos hábitos de higiene. La “Tierra del Arcoíris” es Colombia por supuesto, y el libro fue dedicado a los niños colombianos.
Si bien es un libro dedicado a los niños, contiene algunos conceptos que para la época actual podrían considerarse polémicos, como es el caso del personaje llamado "indio degenerado". Aunque en esencia no pretende una descripción despectiva de una persona indígena, sino más bien una descripción de cualquier persona con hábitos de higiene deficientes, el "indio" no es solo una persona de tantas con las que el Dr. Charria con frecuencia tenía contacto por su profesión médica. En la época en que el libro fue escrito (1952 en Colombia) el término "indio" era como coloquialmente se llamaba a una persona sin educación. Es, sin duda, un remanente cultural del pasado colonial del país.
La Tía Cochineche
Por varios años y hasta su retiro cómo médico del ministerio de la Higiene, Ricardo Charria Tobar crearía varias estrategias para implantar en la población colombiana, hábitos de higiene que ayudaran a mitigar las epidemias y las plagas.
Una de ellas fue la creación de La Tía Cochineche, un personaje con hábitos de higiene poco recomendables, que de manera divertida y a través de una tira cómica mostraba al público todas esas cosas que se hacían y que atentaban contra la buena salud. La Tía Cochineche era publicada en la página de salud de “El Tiempo”.
José Eustasio Rivera en la Intimidad
Bien era sabido en los círculos intelectuales capitalinos que Ricardo Charria Tobar era el amigo más cercano que tuvo José Eustasio Rivera. No eran contemporáneos. Se conocieron cuando el futuro Dr. Charria era apenas un estudiante y Rivera era ya un poeta medianamente conocido. Los había presentado Tomás Charria, hermano mayor de Ricardo y tutor del mismo.
De hecho, Rivera sería hasta cierto punto el motivador para que Ricardo se convirtiera en el hombre extremadamente letrado que fue en su adultez.
Desde sus años de estudiante, la amistad de Ricardo con José Eustasio Rivera estaba bien torneada por su admiración hacia el poeta. Rivera era unos pocos años mayor que Charria, sin embargo Rivera, al ser una figura de admiración, probablemente influyó en Charria en su gusto por el arte y las letras. Rivera, cuyo interés aún no estaba en casarse o formar una familia, lo había adoptado como su hermano más íntimo.
A Ricardo Charria la temprana muerte del poeta Rivera a los 40 años, le dejó una marca emocional de por vida.
Es así como Ricardo Charria en 1963, a los sesenta y nueve años, y valiéndose de su bien apreciada y envidiada memoria, se lanza a escribir su último libro: José Eustasio Rivera en la Intimidad.
Habían pasado treinta y cinco años desde la muerte del poeta. Charria ya había construido toda una vida de reconocimiento a su servicio público. No había hecho carrera de escritor, pero había cultivado el escribir y publicar libros por gusto o por apoyo al país. Ya retirado, sin nada qué perder o demostrar, escribió José Eustasio Rivera en la Intimidad, solo para disfrutar el recordar a José Eustasio, ese hermano que la vida le había robado y que ahora no tenía una voz para defenderse o para hablar de sí mismo.
La primera edición del libro (agotada) fue hecha en 1963 por Ediciones Tercer Mundo, y una nueva reedición se prepara para 2025 por parte de la colección Posteris Lvmen, iniciativa bibliográfica conmemorativa de los 200 años de fundación de la Universidad del Cauca.